# جوزاوات
الجوزاوات (الاسم العلمي:Juglandoideae) هي أسرة من النباتات تتبع الفصيلة الجوزية من رتبة الزانيات.

## قبائل الجوزاوات
- الجوزاوية
  - الجوزينة
    - الجوز